# Farbkugel
Die Farbkugel (auch Farbenkugel, Farbenglobus, englisch: colour sphere) ist ein dreidimensionales Farbsystem, das eine umfassende Übersicht über die Gesamtheit der Farbtöne bietet und bestimmte Aspekte über deren Ordnung und Beziehungen verdeutlicht. Sie präzisiert elementare Grundlagen, aber sie kann die vieldimensionalen Möglichkeiten und den Reichtum der Farbenwelt nur unvollständig erfassen.
Die Farbkugel ist eine von vielen Möglichkeiten, die Farbtöne in einem dreidimensionalen Farbsystem anzuordnen. Andere Formen sind zum Beispiel Ellipsoide, Halbkugeln, Kegel, Pyramiden, Tetraeder, Würfel, Zylinder oder völlig freie Formen.

## Beschreibung
Im Wesentlichen sind alle Farbkugeln gleich aufgebaut.
1. Auf dem Äquator liegen die reinen Farben (farbintensivst, gesättigt, reinbunt, ungetrübt, Optimalfarben, reine bunte Farben, spektralrein, Vollfarben). Wie bei einem Farbkreis liegen ähnliche Farben in sich zurücklaufend nebeneinander. Hier unterscheiden sich die diversen Farbkugeln, indem die Anzahl und die Auswahl der Farben auf dem Äquator variieren.
2. Auf dem Nordpol liegt Weiß und auf dem Südpol Schwarz. Man bezeichnet die beiden Farben als reine Nichtfarben (reine unbunte Farben).
3. Entlang der Erdachse zwischen Schwarz und Weiß spannt sich die Grauachse (Unbuntarten-Gerade, unbunte Grauachse). Hier befinden sich alle Grauabstufungen, die unbunten Farben (achromatisch, Nichtfarben). Im Kugelmittelpunkt liegt das mittlere, neutrale Grau.
4. Auf der Außenhaut der nördlichen Halbkugel liegen die hellklaren Farben (verweißlicht, weiß aufgehellt, weiß getrübt). Das sind Mischungen einer reinen Farbe mit Weiß (z. B. Hellgrün, Rosa). Auf der Außenhaut der südlichen Halbkugel liegen die dunkelklaren Farben (schwarz abgedunkelt, schwarz getrübt, verschwärzlicht) (z. B. Dunkelgrün, Dunkelrot).
5. Im Kugelinneren liegen die getrübten Farben (gebrochen, grau getrübt, unrein, ungesättigt) (z. B. Altrosa, Braun, Olivgrün).[3][4]
6. Alle Farben der Farbkugel (Außenhaut, Äquator und Inneres) außer den unbunten Farben der Grauachse nennt man bunte Farben (Buntfarben, chromatische Farben).
7. Die Komplementärfarben (Ergänzungsfarben, Gegenfarben, Kompensationsfarben) liegen diametral gegenüber. Im engeren Sinne liegen sie im Farbkreis auf dem Äquator gegenüber. Im weiteren Sinne liegen Komplementärfarben auf der gesamten Kugeloberfläche diametral gegenüber (z. B. Dunkelgrün und Rosa, Schwarz und Weiß).
8. Insgesamt verdeutlicht die Farbkugel die drei Farbmerkmale (Bestimmungsgröße, Dimension, Eigenschaft, Kennzeichen, Komponente, Kriterium, Parameter, Variable) Farbton, Helligkeit und Sättigung.
  - Entlang einer waagerechten Kreislinie ändert sich der Farbton. Dieser folgt entsprechend den Farbtönen auf der Äquatorlinie. Farben gleichen Farbtons befinden sich auf den senkrechten Halbkreisen, die zwischen den Meridianen (Längengraden) liegen.
  - Nach oben werden die Farben heller, nach unten dunkler. (Grob vereinfacht könnte man sagen, dass Farben gleicher Helligkeit auf waagerechten Kreisen in Höhe der Breitenkreise liegen. Da aber die reinen Farben auf dem Äquator nicht gleich hell sind, differiert die Helligkeit auf diesen Kreisen.)
  - Von außen nach innen in Richtung Grauachse nimmt die Sättigung ab, bzw. die Trübung nimmt zu. Farben gleicher Sättigung liegen auf der Oberfläche senkrechter Zylinder (parallel zur mittleren Grauachse).

## Vorteile
1. Die Farbkugel besitzt eine allseitig symmetrische, einfache Form.
2. Die Beschreibung der Farbkugel ist eindeutig, da man die Begriffe der Erdkugel aus der Geografie übernehmen kann.
3. Die Farbkugel veranschaulicht besonders übersichtlich die komplementären Farbgesetze. Die Komplementärfarben (im weiteren Sinne) liegen auf der Kugeloberfläche diametral gegenüber.[5]
4. Farbtöne und Intensitäten sind korrekt verteilt.
5. An der Farbkugel lassen sich die Farbbegriffe (Grundkategorien) bunte, reine, hellklare, dunkelklare, getrübte und unbunte Farben[6] besonders übersichtlich unterscheiden.

## Nachteile
1. Die Helligkeiten sind nicht korrekt verteilt.[7] Die reinen Farben auf dem Äquator sind unterschiedlich hell und müssten entsprechend auf einer gewellten Linie bzw. auf unterschiedlichen Breitengraden liegen. (Der Nachteil dieser Anordnung bestünde allerdings darin, dass nun die Komplementärfarben nicht mehr genau gegenüber lägen.)
2. Die empfindungsgemäße Gleichabständigkeit ist nicht erfüllt, da zwischen Gelb und Weiß weniger gleichabständige Farben liegen als zwischen Violett und Weiß.
3. Allgemein bestehen bei der Farbkugel die gleichen Probleme wie bei jedem anderen Farbsystem auch. Je nachdem, ob sie unter ästhetischen, künstlerischen, physikalischen, physiologischen, psychologischen oder technischen Aspekten erstellt wurden, ergeben sich Unterschiede. Eine allgemeingültige Farbkugel, die allen Anforderungen gerecht wird, gibt es nicht.

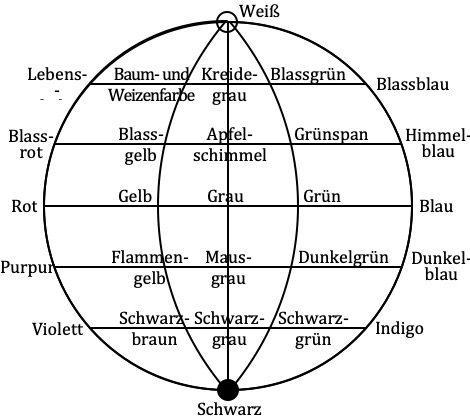
Farbkugel nach Aron Sigfrid Forsius von 1611

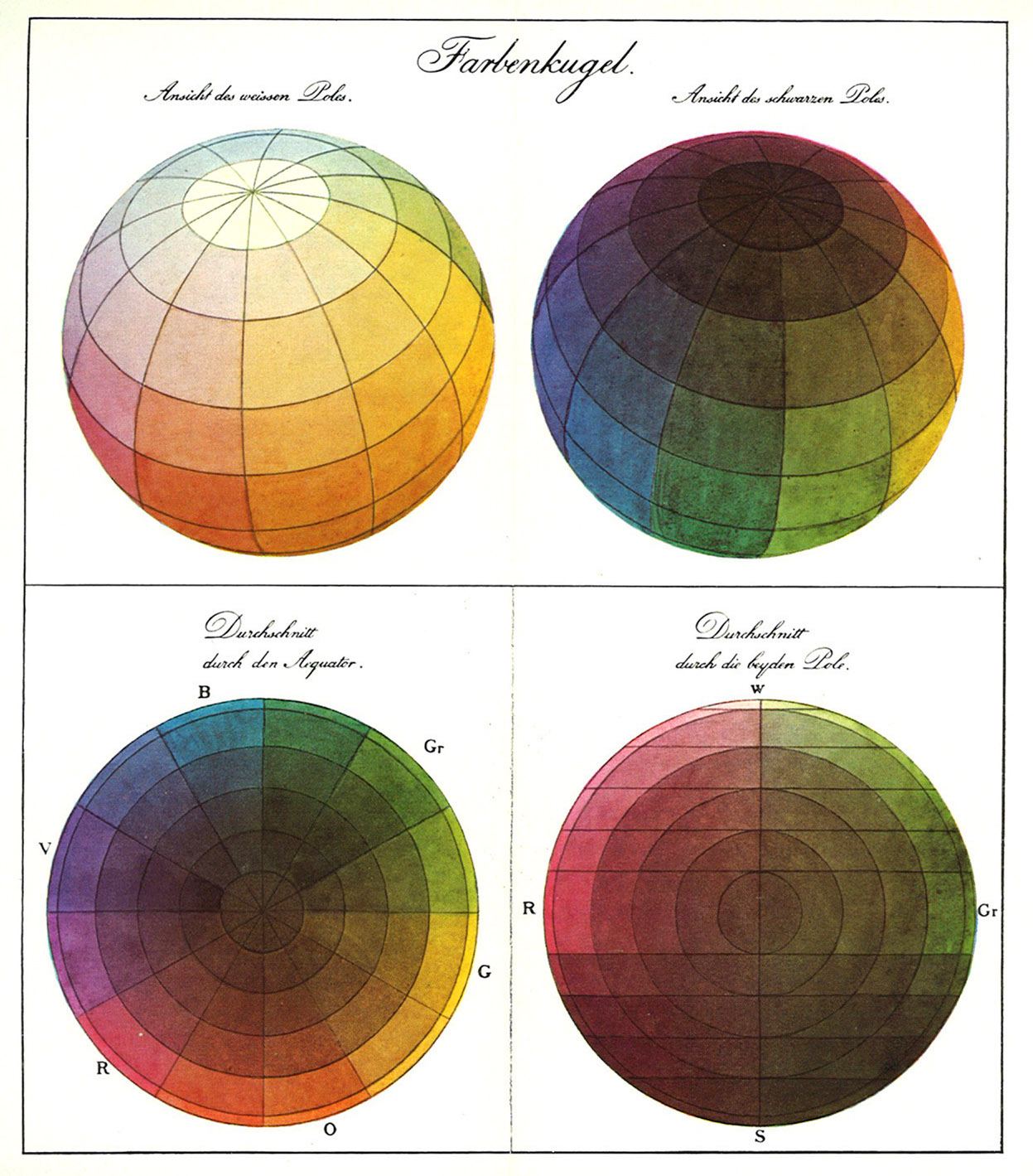
Philipp Otto Runges Farbkugel von 1810

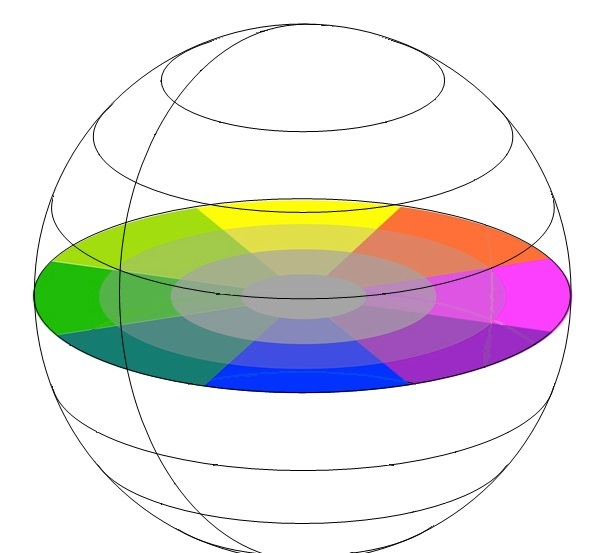
Farbkugel nach Wilhelm Wundt von 1874

## Entwicklung der Farbkugeln
Seit der Antike unternehmen Menschen zahllose Versuche, die Vielfalt der Farben in den Griff zu bekommen und sie auf dem Wege eines Farbsystems verständlich zu machen.

### Farbkugel von Aron Sigfrid Forsius
Die erste nachweisbare Farbkugel stammt von dem finnischen Astronomen und Priester Aron Sigfrid Forsius (oder Siegfried Aronsen Forsius, gestorben 1637). Er veröffentlichte 1611 ein Manuskript, das erst im vorigen Jahrhundert in der königlichen Bibliothek in Stockholm wiederentdeckt und 1969 vorgestellt wurde. Obwohl Forsius’ Zeichnung zweidimensional ist, ist Narciso Silvestrini sicher, dass sein System kugelförmig gemeint war. Forsius ging von Schwarz und Weiß als Primärfarben aus, in denen alle anderen Farben ihren Ursprung haben. Zwischen diese Farben setzte er Rot, Gelb, Grün und Blau zusammen mit Grau als wichtigste Farben in die mittlere Ebene. Weitere Farben ergänzten die Kugel zum Weiß und Schwarz hin. Abgesehen von den Problemen mit der Perspektive hat Forsius die Grundlage für die modernen dreidimensionalen Farbsysteme geschaffen.

### Farbkugel von Philipp Otto Runge
Während das Modell von Forsius kaum Beachtung fand, ist die Farbkugel (1810 veröffentlicht) des norddeutschen Malers Philipp Otto Runge (1777–1810) eines der einflussreichsten räumlichen Modelle. Im Grunde war Runges Farbkugel genauso aufgebaut wie die von Forsius. Nur die Deutungen waren anders. An den Polen befanden sich Weiß und Schwarz. Für Runge waren es keine Farben, sondern Symbolträger. Das Licht stand für das Gute und die Finsternis für das Böse. Weiterhin nahm Runge an, dass es nur drei Farben gäbe, die drei (bei ihm als Maler subtraktiven) Primärfarben (Grundfarben) Gelb, Rot und Blau. Für Runge waren sie das einfache Symbol der Dreifaltigkeit Gottes. Mit den entsprechenden Mischungen zu Sekundär- und Tertiärfarben erhielt Runge einen zwölfteiligen Farbkreis auf dem Äquator. Auf der Kugeloberfläche lagen diametral gegenüber die Komplementärfarben, die sich im Kugelmittelpunkt in einem neutralen, mittleren Grau auflösten. Runge wählte die Kugelform, weil seiner Ansicht nach die zentrale Bedeutung des mittleren Graus hier am deutlichsten wurde. Außerdem war für den Mystiker Runge die vollkommene Form der Kugel ein Symbol des Lebens. Ob sich Runge in seiner Farbkugel auf Farbempfindungen, Licht- oder Körperfarben beziehen wollte, ist unklar.

### Farbkugel von Wilhelm Wundt
Der deutsche Physiologe und Psychologe Wilhelm Wundt (1832–1920) veröffentlichte 1874 seine Farbkugel. Wie bei Forsius und Runge standen Weiß und Schwarz an den Polen und Grau im Kugelmittelpunkt. Auf dem Äquator lagen acht Farben: Gelb, Rot, Purpur (Magenta), Violett, Blau, Blaugrün, Grün und Gelbgrün. Wundt entwickelte sein Farbsystem, um vor allem die Prozesse der Wahrnehmung und Empfindung besser zu verstehen. Er wählte die Kugelform, weil sie das gesamte, in sich geschlossene System der Lichtempfindungen am anschaulichsten zum Ausdruck bringt. Allerdings merkte Wundt an, dass er ebenso gut ein anderes räumliches Gebilde hätte wählen können. Tatsächlich stellte Wundt 1893 eine kegelförmige Anordnung vor.

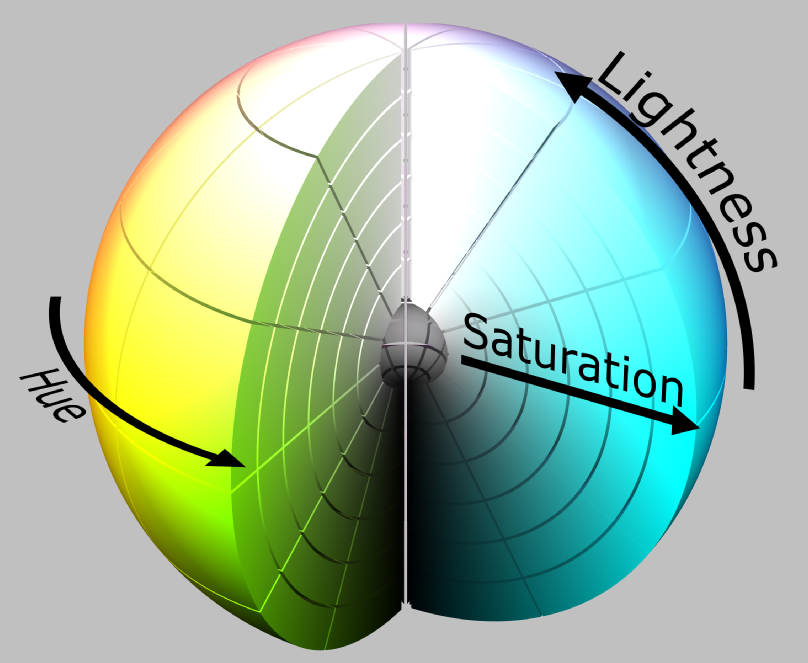
Moderne Farbkugel von 2008

### Farbkugel von Johannes Itten
Der Schweizer Maler und Kunsttheoretiker Johannes Itten (1888–1967) entwarf eine Farbkugel, die genauso wie die von Runge aufgebaut war. Als Maler bezieht sich Ittens Kugel auf Körperfarben (Malfarben). Die religiös-mystische Interpretationen Runges ließ Itten außer Acht. Für ihn war es wichtig, dass die Kugel die Farbenvielfalt aufzeigt und dass sie grundsätzliche Beziehungen wie die Komplementärgesetze oder die Beziehungen zu Schwarz und Weiß verdeutlicht.

### Moderne Varianten
Moderne Farbkugeln gliedern sich häufig nicht mehr in einfarbige Segmente, sondern weisen kontinuierlich sich verändernde Farbtöne auf. Die Wahl der Farben orientiert sich zum Beispiel an dem RGB-System.